# Rovensko
Rovensko é um município da Eslováquia, situado no distrito de Senica, na região de Trnava. Tem 10,404 km² de área e sua população em 2019 foi estimada em 438 habitantes.

## Demografia
| Ano:        | 1994 | 2004   | 2014    | 2024   |
| ----------- | ---- | ------ | ------- | ------ |
| Broj ljudi: | 396  | 369    | 423     | 429    |
| Razlika:    |      | -6,81% | +14,63% | +1,41% |

| Ano:               | 2023 | 2024  |
| ------------------ | ---- | ----- |
| Número de pessoas: | 440  | 429   |
| Diferença:         |      | -2,5% |